# دستگاه کمک بطنی
دستگاه کمک بطنی (VAD) یک دستگاه الکترومکانیکی برای کمک به گردش خون است که به‌طور جزئی یا کامل برای جایگزینی عملکرد قلب دارای نارسایی استفاده می‌شود. عملکرد یک VAD با یک ضربان‌ساز مصنوعی قلب متفاوت است، زیرا VAD خون را پمپاژ می‌کند، در حالی‌که یک ضربان‌ساز، تنها تکانه‌های الکتریکی را به عضلهٔ قلب می‌رساند. برخی از VADها برای استفادهٔ کوتاه‌مدت و معمولاً برای بیمارانی که از سکته قلبی بهبود یافته یا برای بیمارانی که پس از جراحی قلب بهبود می‌یابند، استفاده می‌شوند. برخی از آن‌ها نیز برای استفادهٔ بلندمدت (از ماه‌ها تا سال‌ها) معمولاً برای بیمارانی که از نارسایی قلبی پیشرفته رنج می‌برند استفاده می‌شوند.
VADها برای کمک به بطن راست (RVAD) یا بطن چپ (LVAD) یا کمک به هر دو بطن (BiVAD) طراحی شده‌اند. نوع VAD کاشته‌شده به نوع بیماری قلبی زمینه‌ای و به مقاومت سرخرگ ریوی بستگی دارد که حجم کار بطن راست را تعیین می‌کند. دستگاه کمکی بطن چپ (LVAD) رایج‌ترین وسیله‌ای است که برای قلب نارسا اعمال می‌شود.
به‌طور معمول، VAD طولانی‌مدت به‌عنوان پلی برای پیوند (BTT) استفاده می‌شود - بیمار را زنده و در شرایط مناسبی نگه می‌دارد که می‌تواند در خارج از بیمارستان منتظر پیوند قلب باشد. در برخی موارد نیز، بیمار تحت پیوند قلب قرار نمی‌گیرد و تا پایان عمر به VAD متکی است.
VADها از قلب‌های مصنوعی متمایز هستند که برای انجام کامل عملکرد قلب طراحی شده‌اند و به‌طور کلی نیاز به برداشتن قلب بیمار دارند.